# Krašići (Czarnogóra)
Krašići (cyr. Крашићи) – wieś w Czarnogórze, w gminie Tivat. W 2011 roku liczyła 130 mieszkańców.